# New Leipzig
New Leipzig és una població dels Estats Units a l'estat de Dakota del Nord. Segons el cens del 2000 tenia 274 habitants.

## Demografia
Segons el cens del 2000, New Leipzig tenia 274 habitants, 131 habitatges, i 78 famílies. La densitat de població era de 118,9 hab./km².
Dels 131 habitatges en un 21,4% hi vivien nens de menys de 18 anys, en un 55% hi vivien parelles casades, en un 3,1% dones solteres, i en un 39,7% no eren unitats familiars. En el 39,7% dels habitatges hi vivien persones soles el 27,5% de les quals corresponia a persones de 65 anys o més que vivien soles. El nombre mitjà de persones vivint en cada habitatge era de 2,09 i el nombre mitjà de persones que vivien en cada família era de 2,76.
Per edats la població es repartia de la següent manera: un 20,1% tenia menys de 18 anys, un 4,4% entre 18 i 24, un 19,3% entre 25 i 44, un 24,1% de 45 a 60 i un 32,1% 65 anys o més.
L'edat mediana era de 49 anys. Per cada 100 dones de 18 o més anys hi havia 79,5 homes.
La renda mediana per habitatge era de 30.521 $ i la renda mediana per família de 35.833 $. Els homes tenien una renda mediana de 32.000 $ mentre que les dones 17.917 $. La renda per capita de la població era de 16.231 $. Entorn del 2,5% de les famílies i el 8,1% de la població estaven per davall del llindar de pobresa.

## Poblacions més properes
El següent diagrama mostra les poblacions més properes.